# Ramath-Lehi
Ramath-Lehi o simplement Lehi fou un lloc de Palestina on Samsó va derrotar els filisteus. Se suposa que la Ramleh àrab va agafar el nom d'aquest lloc per contracció però se l'ha situat també a altres llocs. Ramleh fou fundada per Soliman fill del califa Abd al-Malik, després de la destrucció de Lidda, al començament del segle viii (any 716) i el nom àrab vol dir "arena", però era costum dels àrabs utilitzar antics assentaments per establir noves ciutats i agafar noms similars o iguals si els sonaven bé i els comprenien.